# Боркен (район)
Боркен (нім. Kreis Borken) — район в Німеччині, в складі округу Мюнстер землі Північний Рейн-Вестфалія. Адміністративний центр — місто Боркен. Згаходиться на північному заході федеральної землі, на кордоні з Нідерландами.

## Населення
Населення району становить 371 898 особи (станом на 31 грудня 2020).

## Адміністративний поділ
Район поділяється на 7 комун (нім. Gemeinden) та 10 міст (нім. Städte):
| Міста (населення) | Комуни (населення) |
| --- | --- |
| 1. Агаус (39 404 ос.) 2. Бохольт (71 061 ос.) 3. Боркен (42 650 ос.) 4. Гешер (17 246 ос.) 5. Гронау (48 576 ос.) 6. Іссельбург (10 758 ос.) 7. Реде (19 319 ос.) 8. Штадтлон (20 290 ос.) 9. Фелен (13 112 ос.) 10. Фреден (22 676 ос.) | 1. Гек (8651 ос.) 2. Гайден (8204 ос.) 3. Легден (7342 ос.) 4. Ресфельд (11 515 ос.) 5. Рекен (14 965 ос.) 6. Шеппінген (6759 ос.) 7. Зюдлон (9370 ос.) |

Дані про населення наведені станом на 31 грудня 2020.